# Strashimirita
La strashimirita és un mineral de la classe dels arsenats. Va ser descoberta l'any 1968 en una mina de la província de Sofia (Bulgària). Rep el seu nom del petròleg búlgar Strashimir Dimitriov.

## Característiques
La strashimirita és arsenat hidroxilat i hidratat de coure que cristal·litza en el sistema monoclínic, formant cristalls tabulars i allargats, crostes o agregats radiats. La seva duresa a l'escala de Mohs és de 2,5 a 3, i la seva ratlla és blanca. Algunes varietats fibroses, així com la parnauïta en crostes, poden semblar visualment similars.
Segons la classificació de Nickel-Strunz, la strashimirita pertany a «08.DC: Fosfats, etc, només amb cations de mida mitjana, (OH, etc.):RO₄ = 1:1 i < 2:1» juntament amb els següents minerals: nissonita, eucroïta, legrandita, arthurita, earlshannonita, ojuelaita, whitmoreita, cobaltarthurita, bendadaita, kunatita, kleemanita, bermanita, coralloita, kovdorskita, ferristrunzita, ferrostrunzita, metavauxita, metavivianita, strunzita, beraunita, gordonita, laueita, mangangordonita, paravauxita, pseudolaueita, sigloita, stewartita, ushkovita, ferrolaueita, kastningita, maghrebita, nordgauita, tinticita, vauxita, vantasselita, cacoxenita, gormanita, souzalita, kingita, wavel·lita, allanpringita, kribergita, mapimita, ogdensburgita, nevadaita i cloncurryita.

## Formació i jaciments
És un rar mineral secundari que es forma a partir de l'oxidació de diversos arsenurs, a la zona d'oxidació de jaciments de minerals contenint coure i arsènic. Sol trobar-se associada a altres minerals com: tirolita, cornwallita, clinoclasa, eucroïta, olivenita, parnauïta, goudeyita, arthurita, metazeunerita, calcofilita, cianotriquita, escorodita, farmacosiderita, brochantita, atzurita, malaquita o crisocol·la. Als territoris de parla catalana ha estat descrita a la mina «Iris 18» d'Escornalbou, a Riudecanyes (Baix Camp, Tarragona).